# صدف حلزونی

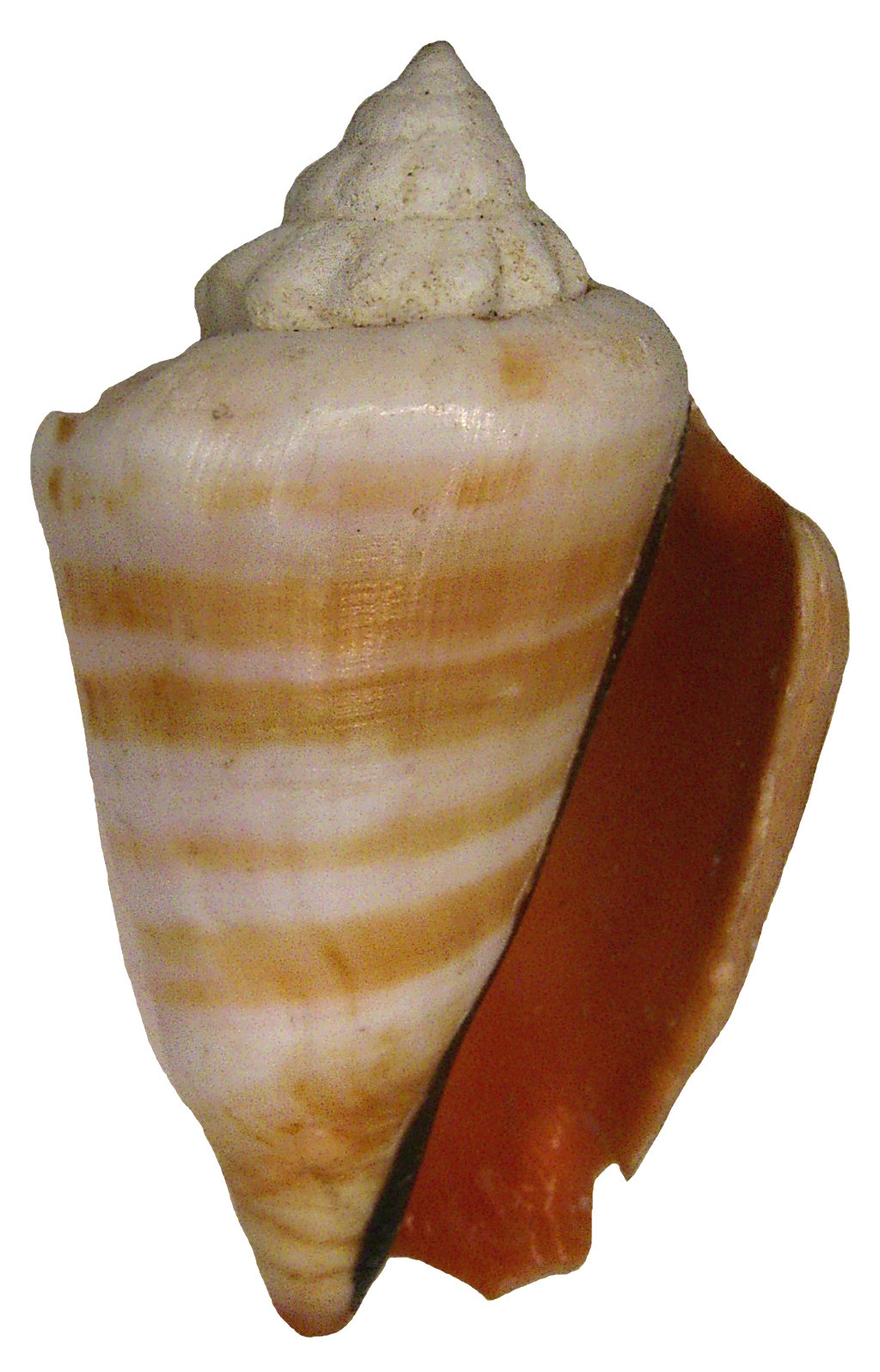

صدف حلزونی (به انگلیسی: Conch) نامی عمومی است برای گروهی از حلزون‌های دریایی میان‌جثه و بزرگ‌جثه که صدف‌های آن‌ها برجک‌های بلندی دارند و مجرای سیفونی آن‌ها قابل رؤیت است. در این صدف‌ها هر دو انتهای صدف حالتی نوک‌تیز پیدا می‌کند.
صدف‌های حلزونی جزو نرم‌تنان شکم‌پای دریایی از خانواده حلزون‌صدفان Strombidae هستند.
صدف‌های حلزونی بعد از اسکارگو محبوب‌ترین حلزون‌های خوراکی هستند و گوشت صدف‌های حلزونی در تهیه غذاهایی چون لقمه‌سوخاری، چاودر، گامبو و برگرها استفاده می‌شود.